# Nardi FN.315
Le Nardi FN.315 est un monoplan d'entraînement italien, évolution du Nardi FN.305 et produit par la société Fratelli Nardi.

## Développement
Le FN.315 fait son premier vol le 10 juillet 1938. C'est une version améliorée du FN.305. avec un empennage revu, une verrière modifiée ainsi que les ailes. C'est un monoplan cantilever à aile basse de construction mixte. Le fuselage est en tube d'acier avec un recouvrement partiellement métallique et entoilé. La partie centrale des ailes est métalliques alors que les extrémités et les gouvernes sont en bois et toile. Il est équipé d'un train d'atterrissage classique rentrant dont le train principal se rétracte vers l'intérieur. Les deux membres d'équipage sont disposés dans des sièges en tandem dans un cockpit fermé. Il est propulsé par un moteur à pistons en ligne. Divers moteurs ont été évalués lors d'essais en vol, à l'origine avec un Alfa-Romeo 115 de 215 cv, un Argus As 10E de 200 cv ou un Hirth HM.508 de 230 cv.
Six avions propulsés par des Hirth sont produits dont deux pour l'armée de l'air suisse. 25 équipés d'Alfa-Romeo sont construits pour l'armée de l'air italienne et sont utilisés comme avions d'entraînement intermédiaires.

## Suisse
Le service technique militaire suisse, à la recherche d'un avion pour l'entrainement au combat, acquiert deux FN.315 au début de 1940. Le premier avion est totalement détruit dès le vol de réception en mai 1940 à la suite d'un crash juste avant l'atterrissage, le pilote est sérieusement blessé. Une enquête a lieu ainsi que de nombreux essais et modifications du deuxième appareil qui retardent sa mise en service jusqu'au 15 novembre 1944. Même modifié, l'avion reste dangereux en configuration d'atterrissage et la décision est prise de ne pas l'utiliser pour la formation des pilotes. Il est cantonné à des vols de liaison avant d'être vendu à un civil au printemps 1948. Son immatriculation militaire A-291 et remplacée par le HB-DEF. 

## Opérateurs
Royaume d'Italie
- Regia Aeronautica

  Hongrie
- Force aérienne royale hongroise

 Roumanie
- Force aérienne royale roumaine
- Force aérienne roumaine - Après-guerre.

 Suisse
- Forces aériennes suisses